# شهد الشمري
شهد الشمري هي كاتبة، وأستاذة في اللغة الإنجليزية، وباحثة أكاديمية كويتية حائزة على جائزة خريجي التعليم البريطاني للتأثير الاجتماعي لعام 2019. اشتهرت بأبحاثها ومقالاتها التي دافعت فيها عن حقوق الإنسان والمرأة وشؤون ذوي الاحتياجات الخاصة، ومؤخراً، المرض في السرد القصصي. ألفت ثلاث روايات، وشاركت في كتابة ثلاثة كتب أخرى. بالإضافة إلى إنها شاركت في ما يزيد عن 15 مؤتمرًا، حيث حضرت البعض منها وللبعض الآخر ناقشت مواضيع متعددة في مجالي الأدب والثقافة.

## الحياة الشخصية
وُلدت الشمري لأب بدوي ولأم فلسطينية.
في الثامنة عشر من العمر، شُخصت الشمري بمرض التصلب اللويحي. وعلى الرغم من تنبؤات الأطباء المروعة لما سببه المرض من عواقب، لم تتوقف عن متابعة دراستها، وفي العام 2014 حصلت على شهادة الدكتوراه. ساهم والداها بتحفيزها بأن لا تتوقف أبداً عن السعي لإثبات مكانتها ومكانة الأشخاص ذوي الاحتياجات الخاصة في المجتمع. لم تسمح والدتها بإن تلتمس ابنتها معاملة خاصة كونها سيدة من ذوات الإعاقة، بل علمتها الاستقلال والاعتماد على نفسها بشكل كامل حتى في تعاملها مع الألم. وبفضل إحدى مشرفيها في رسالة الدكتوراه، الدكتورة ستيلا بولاكي، توغلت في مجال دراسات الإعاقة، ما أضفى معنى على رحلة كفاحها ضد المرض،[وفقًا لِمَن؟] وساعدها في اكتشاف شغفها في الأوساط الأكاديمية والكتابة الإبداعية.

## التعليم
حازت الشمري درجة البكالوريوس في اللغة الإنجليزية وآدابها من جامعة الكويت عام 2008، ودرجة الماجستير في الدراسات الإنجليزية من جامعة إكستر عام 2009، وشهادة TEFL (تدريس اللغة الإنجليزية كلغة أجنبية) من جامعة تورنتو عام 2009، وأخيراً شهادة الدكتوراه في اللغة الإنجليزية من جامعة كينت عام 2014.

## السيرة المهنية
شغلت الشمري مناصب متعددة في مجالي التدريس والكتابة؛ فعملت في الجامعة العربية المفتوحة وجامعة الخليج للعلوم والتكنولوجيا كمحاضرة مساعدة أولاً، ثم مساعدة أستاذة فيما بعد، وذلك من العام 2013 حتى الوقت الراهن. كما قدمت خدماتها في مجال الكتابة، من العام 2014 حتى 2015، عملت محررةً لمجلة «Considering Disability» الأكاديمية، ولمجلة «ذوي الإعاقة والمجتمع» الأكاديمية الكويتية، حيث تولت مهمة مراجعة المقالات التي يسلمها أكاديميون من حول العالم، والتأكد من تطابق مضمون المقالات مع المبادئ التوجيهية التابعة للمجلة.
وفي لقاء لها مع جريدة القبس الكويتية، أعربت الشمري عن رغبتها في مواصلة السعي لترك بصمتها في ميدان حقوق الإنسان، وتطالب بأهمية التشديد على الشؤون الخاصة بذوي الاحتياجات الخاصة ومناقشتها على المستوى المحلي والعالمي.
في العام 1986، أسست المجلة العالمية، وهي واحدة من المجلات الأكاديمية التي تنشرها مجموعة تايلور وفرانسيس العالمية في المملكة المتحدة.
شاركت في العديد من الفعاليات الأدبية، من بينها مهرجان الأدب الإماراتي ومهرجان الكتاب في مالطا، حيث عرضت دراساتها التي ركزت بشكل ملحوظ على المرأة وفئة ذوي الاحتياجات الخاصة. وفي مايو عام 2016، حضرت مهرجان طيران الإمارات للآداب حيث أعطت محاضرة باللغة العربية والإنجليزية عن دور الأدب في تحسين مستويات المعيشة والإنصاف إلى كل قطاع من قطاعات المجتمع.[ما الأهمية؟]
ومن الجانب المهني، تعمل حالياً على تأليف كتاب للأطفال، وعلى الرغم من صعوبة كتابته[وفقًا لِمَن؟]، تراه ضروريًا لأنه يناقش مفهوم الإعاقة الذهنية والجسدية من وجهة نظر الأطفال، ويصف تفاعل الأطباء مع أصحاب الإعاقة في سياق الشرق الأوسط. أما من الجانب الشخصي، فتعتزم العثور على مكان يقدم المساعدة للفتيات ذوات الإعاقة.

## مؤلفاتها

### كتب
من مؤلفاتها:
- ”على الحب والخسارة“، وكالة نشر الكتب الاستراتيجي وحقوقه، نيويورك، 2015.[14]
- ”الجنون الأدبي في كتابة النساء البريطانيات، وما بعد الاستعمار، والبدويات“، مطبعة أدباء كامبريدج، الأمم المتحدة، 2016.[15][16]
- ”تجاهل الكلمات“ (العنوان الأصلي: ”Forget the Words“)، دار كلمات للنشر والتوزيع، المرقاب، 2016.[17]
- ”سر 50/50“، دار كلمات للنشر والتوزيع، المرقاب، 2018.

### مجموعة قصصية
- ”خواطر على الجسد“ (العنوان الأصلي: ”Notes on the Flesh“)، دار فراشة للنشر، مالطا، 2017. تتناول هذه المجموعة قصصاً هدفها رفع مستوى الوعي إزاء القضايا الخاصة بالأشخاص ذوي الإعاقة واختلافها بين الجنسين. ونصبت الشمري نفسها وغيرها من مرضى التصلب اللويحي أبطال هذه القصص.[11]

### إصدارات مشتركة
- فصل ”هوية أكاديمية هجينة: التفاوض على مفهوم الإعاقة من منظور التفضيل ضمن ايطار الأواسط الأكاديمية“ (العنوان الأصلي: ”A Hybridized Academic Identity: Negotiating a Disability Within Academia’s Discourse of Ableism“) من كتاب ”التفاوض على مفهوم الإعاقة: الإفشاء والتعليم العالي“ (العنوان الأصلي: ”Negotiating Disability: Disclosure and Higher Education“)، للكاتبتان ستيفاني كيرشباوم ولورا آيزنمان، مطبعة جامعة ولاية ميشيغان، ميشيغان، 2017.
- فصل ”أوهامنا“ (العنوان الأصلي: ”The Illusion of Us“) من كتاب ”إعراب النساء العربيات عن حقائق جديدة“ (العنوان الأصلي: ”Arab Women Voice New Realities“)، للكاتبتان روزان خلف وديما ناصر، مطبعة تيرننج بوينت، بيروت، 2018.
- فصل ”تفسير مفهوم الإعتداءات الصغيرة المتمثلة في تفوق العرق الأبيض، والإعاقة، والذكورة في الأوساط الأكاديمية“ (العنوان الأصلي: ”Microaggressions in Flux Whiteness, Disability, and Masculinity in Academia“) من كتاب ”إزالة تأثير العرق الأبيض: العرق، والتواصل بين الثقافات، والسياسة“ (العنوان الأصلي: ”De-Whitening Intersectionality: Race, Intercultural Communication, and Politics“) للكاتبات شينسوكي إجوشي، وبرناديت ماري كالافيل، وشادي عبدي، دار كتب ليكسنجتون، نيويورك، 2020.
- كتاب ”تمثيل النساء الأشرار في المسلسلات الكويتية: دراسة صورة المرأة الكويتية والأسرة النووية“ (العنوان الأصلي: “Representations of Dangerous Women in Kuwaiti Musalsalat: Examining the Portrayal of Kuwaiti Women and the Nuclear Family”)، جامعة نورث وسترن، قطر، سيتم تحديد تاريخ النشر فيما بعد.

### إصدارات أخرى
- فصل ”إشكاليات سياسة معاني المفاهيم الموجودة في رواية أحد عشر دقيقة للكاتب بابلو كوليو“ (العنوان الأصلي: ”Problematic Politics of Meanings in Paulo Coelho's Eleven Minutes“) من كتاب ”إقامة علاقات: نهج متعدد التخصصات لبلوغ التنوع الثقافي“ (العنوان الأصلي: ”Making Connections: Interdisciplinary Approaches to Cultural Diversity“)، (المجلد رقم 14، العدد 2)، جامعة بلومسبورغ، بنسلفانيا، 2013.
- مقالة ”التعليقات النابعة من ميدان العلم: الإعاقة، والتأقلم، والهوية“ (العنوان الأصلي: ”Comment from the Field: Disability, Coping, and Identity“)، المنشورة في مجلة دراسات الإعاقة الأدبية والثقافية (العنوان الأصلي: ”Journal of Literary and Cultural Disability Studies“)، (المجلد رقم 10، العدد 3)، مطبعة جامعة ليفربول، 2013.
- مقالة ”أدب الأطفال الرومانسي في القرن الثامن عشر“ (العنوان الأصلي: ”Children’s Romantic Literature in the Eighteenth Century“) المنشورة في ”المجلة الدولية للدراسات الإنسانية والثقافية“ (العنوان الأصلي: ”International Journal of Humanities and Cultural Studies“)، (المجلد رقم 2، العدد 1)، شهر يونيو عام 2015.
- مقالة ”تصوير المرأة المجنونة العاملة في الأدب البريطاني، وفي عصري ما بعد الإستعمار والبدوية“ (العنوان الأصلي: ”Madwomen Agents in British, Postcolonial, and Bedouin Writing“) المنشورة في مجلة ”دراسات عن سيدات الشرق الأوسط“ (العنوان الأصلي: ”The Journal of Middle East Women’s Studies“)، (المجلد رقم 12، العدد 2)، جامعة ديوك، 2016.
- مقالة ”النشاط داخل الفصل الدراسي الكويتي“ (العنوان الأصلي: ”Activism Inside a Kuwaiti Classroom“) - إصدار خاص - المنشورة في مجلة جامعة سان جون للعلوم الإنسانية (العنوان الأصلي: ”The St. John’s University Humanities Review“)، (المجلد رقم 14، العدد 1)، فصل الربيع، 2017.
- مقالة ”الفرس في خيمة ميرال الطهاوي“ (العنوان الأصلي: ”The Mare in Miral Al-Tahawy’s The Tent“) المنشورة في مجلة «Cultural Intertexts»، (المجلد رقم 7، العدد 1)، شهر نوفمبر عام 2017.
- مقالة ”الإعتداءات، والرغبة، والموت في رواية «توأم الصدى» للكاتبة مي النقيب و«إله الأشياء الصغيرة» للكاتبة أرونداتي روي" المنشورة في مجلة الفنون والعلوم الإنسانية (IAFOR)، 2017.
- مقالة ”اضطرابات الحياة الأكاديمية: الإعاقة وحدودها“ (العنوان الأصلي: ”Troubling Academe: Disability, Borders, and Boundaries“) المنشورة في مجلة ”دراسات عن سيدات الشرق الأوسط“ (العنوان الأصلي: ”The Journal of Middle East Women’s Studies“)، (المجلد رقم 13، العدد 3)، شهر نوفمبر عام 2017.
- مقالة ”كيف للأدب أن ينقذ الروح الإنسانية؟“ (العنوان الأصلي: ”How Literature Saves Lives“)، (العدد 152)، المنشورة في مجلة الرائدة، 2018.
- مقالة ”كتابة القصص المرضية والتفاوض لإثبات الهوية: سرد رحلة الباحث والكاتب الكويتي“ (العنوان الأصلي: ”Writing an Illness Narrative and Negotiating Identity: A Kuwaiti Academic/Author’s Journey“) المنشورة في مجلة «Life Writing»، 2018.
- مقالة ”أن تكوني امرأة، أو معاقة، أو من أي فئة أخرى: استكشاف هويتك“ (العنوان الأصلي: ”On Being Woman, Other, Disabled: Navigating Identity“) المنشورة في مجلة ”كلمة ونِص: مجلة الدراسات الأدبية واللغويات“ (العنوان الأصلي: ”Word and Text: a Journal of Literary Studies and Linguistics“)، 2018.
- مقالة ”إعادة صياغة كتابات دوروثي وردزورث: اكتشاف صوت الكاتبة الأدبي“ (العنوان الأصلي: ”Recasting Dorothy Wordsworth: A woman writer's undiscovered literary voice“) المنشورة في المجلة العربية للعلوم الإنسانية (العنوان الأصلي: "Arab Journal for the Humanities“)، (المجلد رقم 37، العدد 146)، 2019.
- مقالة ”مواضيع عن النجاة والتعليم: وجهة نظر الباحث الأكاديمي عن مفهوم الإعاقة“ (العنوان الأصلي: ”On Survival and Education: An Academic's Perspective on Disability“) المنشورة في المجلة الكندية لدراسات الإعاقة (العنوان الأصلي: ”Canadian Journal of Disability Studies“)، (المجلد رقم 8، العدد 4)، 2019.
- مقالة ”ولكنهم لا يشبهونا!“ النهج التربوي للدراما الشكسبيرية في الكويت (العنوان الأصلي: ”But They’re Nothing Like Us!” A Pedagogic Approach to Shakespearean Drama in Kuwait“) المنشورة في مجلة «Cultural Intertexts»، (المجلد رقم 9، العدد 1)، 2019.
- مقالة ”كتابة رواية «الجسد الصامت»“ (العنوان الأصلي: ”Writing the Silenced Body“) المنشورة في مجلة ”دراسات عن سيدات الشرق الأوسط“ (العنوان الأصلي: ”The Journal of Middle East Women’s Studies“)، (المجلد رقم 16، العدد 1)، 2020.
- مقالة ”التأمل في فقدان حيوان أليف في السرد القصصي: في ذكرى كلبي «فليك»“ (العنوان الأصلي: ”Narrative Reflections on Losing a Companion Animal: In Memory of Flake“) المنشورة في مجلة الإثنوغرافيا الذاتي (العنوان الأصلي: ”Journal of Autoethnography“)، (المجلد رقم 1، العدد 4)، شهر سبتمبر عام 2020.
- مقالة ”في حجر الأرنب. الصحة، والمرض، والنجاة“ (العنوان الأصلي: ”Down the Rabbit-hole. Health, Illness, and Survival“) المنشورة في فَمْ: مجلة بيروت الأدبية والفنية (العنوان الأصلي: ”Rusted Radishes: Beirut Literary and Art Journal“)، الجامعة الأمريكية في بيروت، بيروت، سيتم نشر المقالة في موعد قريب.

## مساهمات أخرى

### محاضرات ومؤتمرات ومنتديات
- محاضرة تحت عنوان ”عمالة المرأة والنساء البدويات“ (العنوان الأصلي: ”Of Mares and Bedouin Women“) في مؤتمر ”حيوانات الكوزموبوليتان“ (العنوان الأصلي: ”Cosmopolitan Animals“)، جامعة لندن، لندن، 2012.
- محاضرة تحت عنوان ”أن تكون مريضاً“ (العنوان الأصلي: ”On Being Ill“) في مؤتمر ”العلوم الإنسانية الطبية“ (العنوان الأصلي: ”Medical Humanities“)، جامعة أبردين، أبردين، 2013.
- محاضرة تحت عنوان ”مفهوم الجنون في روايات المرأة العربية“ (العنوان الأصلي: ”Madness in Arab Women’s Fiction“) في مؤتمر ”كلمة «تباً لك» في أدب المرأة المعاصر“ (العنوان الأصلي: ”The F Word in Contemporary Women’s Literature“)، جامعة الملكة، بلفاست، 2013.
- محاضرة تحت عنوان ”تدريس أعمال «شكسبير» في الكويت: إعادة الموتى“ (العنوان الأصلي: ”Teaching Shakespeare in Kuwait: Bringing Back the Dead“)، في المؤتمر الدولي المعني بالإبتكارات في العلوم الإجتماعية، والأدب، والتدريس (العنوان الأصلي: ”The International Conference on Innovation in Social Science, Literature and Education“)، معهد تورنتو، دبي، 2015.
- محاضرة تحت عنوان ”مفهوم الجنون في قصتين قصيرتين لامرأتين عربيتين“ (العنوان الأصلي: ”Madness in Two Arab Women’s Short Stories“) في مؤتمر ”استعياب مفهوم الجنون“ (العنوان الأصلي: ”Making Sense of Madness“)، جامعة أكسفورد، أكسفورد، 2015.
- محاضرة تحت عنوان ”الإعاقة، والوصمة، والهوية“ (العنوان الأصلي: ”Disability, Stigma, and Identity“) في نادي فكر الطلابي، الجامعة الأمريكية في الكويت، السالمية، 2015.
- محاضرة تحت عنوان "في الكتابة والأدب“ (العنوان الأصلي: ”On Writing and Literature“)، جامعة الخليج للعلوم والتكنولوجيا، مبارك العبدالله، 2015.
- منتدى المساواة بين الجنسين (العنوان الأصلي: ”Gender Parity Forum“) الذي عقد في اليوم الدولي للمرأة، الكويت، 2016.
- محاضرة تحت عنوان ”الفرس في خيمة ميرال الطهاوي“ (العنوان الأصلي: ”The Mare in Miral Al-Tahawy’s The Tent“) في المؤتمر الدولي للفنون والعلوم الإنسانية (IAFOR)، دبي، 2017. واستندت هذه المحاضرة إلى ورقة بحثية التي حازت على جائزة أفضل ورقة بحثية.
- محاضرة تحت عنوان ”دراسة حول استراتيجيات الرغبة ولامحدودية اللغة في شعر الكاتبة الكويتية نجود الياقوت“ (العنوان الأصلي: ”Strategies of Desire and Limitless Language in Kuwaiti Author’s Nejoud Alyagout’s Poetry“)، في مؤتمر اللغة الإنجليزية وآدابها (GELL) التي تعقده جامعة الخليج للعلوم والتكنولوجيا، مبارك العبدالله، 2017.
- محاضرة تحت عنوان ”خواطر على الجسد: قصص من الكويت“ (العنوان الأصلي: ”Notes on the Flesh: Stories from Kuwait“) في مؤتمر ”قصص نقدية“ (العنوان الأصلي: ”Critical Stories“) الذي عقد في جمعية العلوم الإنسانية الطبية، جامعة كيل، كيل، 2017.
- أعطت الشمري محاضرة عامة بصفتها المتحدث الرسمي والتي كانت تحت عنوان ”تطوير الذات: خواطر على الجسد“ (العنوان الأصلي: ”Fleshing out the Self: Notes on the Flesh“) في جامعة مالطا، مالطا، 2017.
- أعطت الشمري محاضرة بصفتها متكلم مدعو والتي كانت تحت عنوان ”ما وراء مصيدة الثقافة“ (العنوان الأصلي: ”Beyond the Culture Trap“) في مهرجان الإمارات للآداب، دبي، 2018.
- أعطت الشمري محاضرة عامة بصفتها المتحدث الرسمي والتي كانت تحت عنوان ”التجسيد الدرامي للأدب في الفصول الدراسية“ (العنوان الأصلي: ”Dramatization of Literature Within the Classroom“)، جمعية TESOL الكويت، الجامعة الأمريكية في الكويت، السالمية، 2018.
- محاضرة تحت عنوان ”هيمنة الذكور، ومفهوم الجنون، واستبعاد النساء في المسلسلات التلفزيونية الكويتية“ (العنوان الأصلي: "Male Domination, Madness, and Female Subjugation in Kuwaiti Television Series“) في مؤتمر ”الأفلام والوسائط الإعلامية المرئية في الخليج: الصور والبنى التحتية والمؤسسات التي تربط إفريقيا بالشرق الأوسط وجنوب آسيا والعالم بأكمله“ (العنوان الأصلي: ”Film and Visual Media in the Gulf: Images, Infrastructures, and Institutions connecting Africa, the Middle East, South Asia, and the World“)، جامعة نيويورك، أبو ظبي، 2018.
- محاضرة تحت عنوان ”سرد إعاقة النساء العربيات في الأدب“ (العنوان الأصلي: ”Narrating Arab Women’s Disability in Literature“)، في مؤتمر ”العلوم الإنسانية الطبية“ (العنوان الأصلي: ”Medical Humanities“)، جامعة وايل كورنيل، الريان، 2018.
- محاضرة تحت عنوان ”كتابة قصص النساء وفهم لغتهن: إقامة علاقة مع اللغة“ (العنوان الأصلي: ”Writing Women’s Narratives and Language: An Affair with Language“)، في مؤتمر ”ترجمة إلى أبعد الحدود“ (العنوان الأصلي: "Translation Beyond the Margins“)، جامعة حمد بن خليفة، الدوحة، 2019.
- محاضرة تحت عنوان ”تدريس الأدب في ظل جائحة كوفيد-19“ (العنوان الأصلي: ”Teaching Literature During the Pandemic“) في المؤتمر الإفتراضي ”أزمة التعليم الناجم عن جائحة فيروس كورونا“ (العنوان الأصلي: ”Covid-19 Education Crisis Virtual Conference“)، مركز التعليم والتعلم والأبحاث، جامعة الخليج للعلوم والتكنولوجيا، الكويت، 2020.

### مناصب
- كاتبة ومخرجة رواية ”دوقتي الأخيرة“ للكاتب روبرت براونينغ ليوم اللغة الإنجليزية في جامعة الكويت، 2006.
- كاتبة ومخرجة مسرحية ”ميديا“ للكاتب يوربيديس، 2007.
- مرجع اللجنة الاجتماعية في جامعة الكويت، قسم اللغة الإنجليزية، 2007-2008.
- كاتبة سيناريو ومخرجة لمهرجان الخليج السينمائي، 2009.
- مديرة نادي اللغة الإنجليزية، الجامعة العربية المفتوحة، 2016-2015.
- مدربة فريق المناظرات، الجامعة العربية المفتوحة، 2015-2016.
- منظمة مؤتمر اللغة الإنجليزية وآدابها (GELL) في جامعة الخليج للعلوم والتكنولوجيا، 2016-2017.
- رئيسة مؤتمر اللغة الإنجليزية وآدابها (GELL) تحت عنوان ”الأبطال، والمعادين للبطولة، والأشرار“ (العنوان الأصلي: Heroes, Anti-heroes, and Villains“)، 2017-2018. وترشحت لمنحة مؤسسة الكويت للتقدم العلمي.
- أحد أعضاء لجنة المنح الدراسية، جامعة الخليج للعلوم والتكنولوجيا، مبارك العبدالله، 2017-2018.
- ممثلة هيئة التدريس في مجلس الكلية، جامعة الخليج للعلوم والتكنولوجيا، مبارك العبدالله، 2018-2017.
- رئيسة لجنة المؤتمر تحت عنوان ”أبطال واشرار 2018“ (العنوان الأصلي: ”Heroes and Villains 2018“)، 2017-2018.
- أحد أعضاء قسم لجنة التوظيف، منذ 2018 حتى الآن.
- أحد أعضاء اللجنة التوجيهية التابعة لمركز الدراسات العالمية، 2018-2019.
- مديرة وسائل التواصل الاجتماعي لحملة "MINDme: وصمة الصحة النفسية في الكويت“ (العنوان الأصلي: ”MINDme Campaign: Mental Health Stigma in Kuwait“)، 2019-2018.
- أحد أعضاء لجنة المناهج، 2019-2018.
- رئيسة مركز الدراسات العالمية، جامعة الخليج للعلوم والتكنولوجيا، 2019.
- أحد أعضاء لجنة الاعتماد، جامعة الخليج للعلوم والتكنولوجيا، 2020.
- مديرة نادي اللغة الإنجليزية (نادي الطلاب)، وتشغل هذا المنصب حالياً.

### عضويات في الجمعيات والأندية
- شبكة الكتابة النسائية للدراسات العليا، منذ يناير 2013 حتى الآن.
- جمعية دراسات المرأة في الشرق الأوسط (AMEWS)، منذ 2016 حتى الآن.
- جمعية الدراسات النسوية والمرأة، منذ سبتمبر 2016 حتى الآن.
- ماديات الرعاية (شبكة الباحثين في المملكة المتحدة)، منذ مارس 2017 حتى الآن.
- جمعية الأدب الخليجي المقارن، منذ مارس 2017 حتى الآن.
- جمعية الكتابة النسائية المعاصرة، منذ 2017 حتى الآن.
- جمعية TESOL الكويت، منذ يناير 2018 حتى الآن.
- الأكاديمية العربية الألمانية للشباب للعلوم الإنسانية (AGYA)، منذ 2020 حتى الآن.